# 벡트
벡트(Vect Co., Ltd.)는 프로젝터, 발광다이오드(LED) 전광판, 전자칠판, 전자교탁 등 제조판매하는 대한민국의 기업이다. 대표이사는 새누리당 청년최고위원을 지낸 유창수이다.

## 역사
2006년 유환아이텍으로 설립하여 2022년 VECT(Virtual Experience ConnecTivity)로 사명을 변경하였다.

## 상장
2024년 상장주관사를 신한투자증권으로 구주매출 28%으로 희망 공모가 3500원~3900원에 상장을 할 예정이다.

## 같이 보기
- 디지털 사이니지
- 디티씨
- 한네트

## 참고문헌
1. ↑  [https://signalm.sedaily.com/NewsView/2DFFDDB5YS/GX1102 김남균, '코스닥 상장 추진' 벡트, 대표이사 새누리당 최고위원 이력 눈길
, 서울경제, 2024-10-03]
2. ↑  송윤섭, 人사이트 유창수 벡트 대표 “몰입형 디지털 사이니지로 세계 무대 진출”, 전자신문, 2023-12-03
3. ↑  정진욱, 유환아이텍, 주식회사 ‘벡트(VECT)’로 사명 변경...미디어아트 전시기획 사업 확장, 매일신문, 2022년 9월 2일
4. ↑  이나영, 벡트, 코스닥 상장 예비심사 통과, 뉴스핌, 2024년 10월 2일